# オジャク
オジャク（ボスニア語: Odžak,クロアチア語: Odžak,セルビア語: Оџак）はボスニア・ヘルツェゴビナポサヴィナ県の都市及びそれを中心とした基礎自治体でボスニア・ヘルツェゴビナを構成する2つの構成体のうちボスニア・ヘルツェゴビナ連邦に属する。ボサンスキ・ブロドを挟み、クロアチア国境からは約10km離れている。

## 歴史
オジャクが初めて言及されたのは1593年のことで、当時オジャクには要塞があった。19世紀までは、オスマン帝国の支配下にあった。1908年以後、オーストリア＝ハンガリー帝国に併合され発展するが、第一次世界大戦や第二次世界大戦を通じて街の発展は阻害される。1980年代、オジャクにとっては初めて高層住宅が建設される。1990年代初めのボスニア・ヘルツェゴビナ紛争時、オジャクを始めとするポザヴィナ地方ではセルビア人とクロアチア人部隊との間の交戦の影響を受けている。1992年にクロアチア人部隊が撤退すると行政はセルビア人の影響下にあった。1995年のデイトン合意によってオジャクは新たな国家である、ボスニア・ヘルツェゴビナの都市となるが、1996年の紛争終結までにセルビア人兵士によって街のほとんどは破壊され住める状態ではなかった。今日では街の復興も進み、都市の中心では戦争の爪跡を見ることはないが、郊外の一部では今も見ることが出来る。2013年には高速道路A1号線（欧州自動車道路73号線,E73）が開通し、オジャクを経由する。

## 人口動態

### 1971年
- 合計 - 25,901人
  - クロアチア人 - 14,995人（57.89%）
  - ボシュニャック人 - 4,777人（18.44%）
  - セルビア人 - 5,881人（22.70%）
  - ユーゴスラビア人 - 85人（0.32%）
  - その他 - 163人（0.78%）

### 1981年
- 合計 - 27,895人
  - クロアチア人 - 15,430人（55.31%）
  - ボシュニャック人 - 5,371人（19.25%）
  - セルビア人 - 5,361人（19.21%）
  - ユーゴスラビア人 - 1,276人（4.57%）
  - その他 - 457人（1.63%）

### 1991年
- 合計 - 30,056人
  - クロアチア人 - 16,338人（54.35%）
  - ボシュニャック人 - 6,220人（20.69%）
  - セルビア人 - 5,667人（18.85%）
  - ユーゴスラビア人 - 1,147人（3.81%）
  - その他 - 684人（2.27%）